# 東城光志
東城 光志（とうじょう こうし、1973年1月19日 - ）は、日本の男性声優。ゆーりんプロ所属。静岡県出身。

## 出演作品

### 吹き替え
- あいつはママのボーイフレンド（フェルダー）
- 青い棘
- アメリカン・ソルジャーズ2
- ある素敵な日
- 暗殺者の家
- アンノウン
- VAMPIRE BATS
- ウォルター少年と、夏の休日
- NCIS 〜ネイビー犯罪捜査班
- エネミー・ライン3 激戦コロンビア
- エンバー 失われた光の物語（バートン）
- 華麗なるペテン師たち
- キック・アス
- キムと森のオオカミ
- キルショット
- マイアミ・ギャングスター
- キング・ソロモンの秘宝
- 剣客之恋
- 刑事ナッシュ・ブリッジス
- 子犬のうんち
- コールドケース
- センチュリオン
- ソウ3
- ザ・ウォッチャー
- ザ・ファミリーストーン
- ザッツ★マジックアワー ダメ男ハワードのステキな人生
- ザッツ☆マジックショー
- ザ・マースクマン
- 3時10分、決断のとき
- サンドゥ学校へ行こう!
- シッコ
- シマロン
- 新・上海グランド
- 神鵰侠侶（甄志丙）
- センチュリオン
- 蒼穹の昴
- ターミネーター2 エクストリームエディション（カイル）
- コールドケース 迷宮事件簿
- デビルズ・リジェクト マーダー・ライド・ショー2
- デュエリスト
- ニトロ
- ネバー・サレンダー 肉弾凶器
- マリオネット・ゲーム
- バビロンA.D.
- 必殺処刑人 リベンジ
- ファイヤーウォール
- ブレイブ ワン
- プロテージ/偽りの絆
- 碧血剣（胡桂南）
- 舞台恐怖症
- ボルケーノ・インNY
- マリーン2
- マリオネット・ゲーム
- ミスト
- ミス・マープル 書斎の死体
- ミッシング
- メントーズ 世界の偉人たちからのメッセージ
- ゆすり
- 夢見る頃を過ぎても
- 窈窕淑女
- リメンバー・ミー
- ルームメイト2
- レッド・ブロンクス
- レマゲン鉄橋
- レンブラントの夜警
- ローマン・エンパイア
- ロンリーハート
- ワイルド・スピード MAX

### ゲーム
- SIMPLE2000シリーズ Vol.102 THE 歩兵 ～戦場の犬たち～

### 機内放送
- こどものうた（JAL）

### テレビCM
- アイダ設計

### ラジオCM
- 新キャタピラー三菱 ミニHe
- トヨタ東京カローラ
- 福太郎（ケーブルネット都筑の森）

### ナレーション
- ケーブル屋おとりよせ便
- YCVお店マップ
- パチスロバトルリーグ
- Biglobe リアルタイム双方向連動基盤
- 特許を中心とした知的財産権
- カーボイス
- ハイテクコート（キャラボイス）
- JICA教材
- VEMAC・とは
- エコクエスト
- 日本能率協会
- 光通信グループ
- パソコン入門　解説ナレーション
- ビジネスマナー基本コース
- 日産霊芝 日産化学工業
- ニコンリラクシー・ニコンスーパーハードE-CC99
- NHK個人情報保護～基礎編

### 教材
- 中学受験入門「歴史の鉄人」

### Web
- 街ログ

### オーディオブック
- あたらしい戦略の教科書

### ボイスオーバー
- 世界の巨大建築 アンコールワット
- 発見!世界大航海
- Fish